# Gabélia
Gabélia (em armênio: Գաբեղեանք; romaniz.: Gabełeank’[a]), segundo a Geografia de Ananias de Siracena (século VII), foi um gavar (cantão) da província de Airarate, no Reino da Armênia. Originalmente fazia parte do gavar de Arsarúnia. Centrava-se na cidade de Calzuã (Kałzuan), a atual Caismã, e compreendia uma área de 1 725 metros quadrados na margem direita do rio Acuriã. Era controlada pela família Gabeliano. Em 591, com a concessão de vastas porções da Armênia ao imperador Maurício (r. 582–602) pelo xainxá Cosroes II (r. 590–628), foi incorporado na recém-fundada província da Armênia Inferior.